# Aníbal Fernández
Aníbal Domingo Fernández (Quilmes, 9 gennaio 1957) è un politico e avvocato argentino.
Dal 20 settembre 2021 al 10 dicembre 2023 ha ricoperto l'incarico di ministro della Sicurezza.

## Biografia
Studiò all'Università Nazionale di Lomas de Zamora dove il 6 marzo 1982 si è laureato in contabilità. Ha conseguito una laurea in giurisprudenza il 19 dicembre 2001.
Con il ritorno della democrazia in Argentina Fernández ha intrapreso la sua carriera politica. Fu assessore alla commissione di bilancio del Senato della provincia di Buenos Aires. Ha ricoperto l'incarico di consigliere comunale a Quilmes, tra il 1983 e il 1989, e a Florencio Varela, tra il 1983 e il 1988. Dal 1991 al 1995 fu sindaco di Quilmes. Nel 1997 fu nominato segretario del governo della provincia di Buenos Aires durante la presidenza di Eduardo Duhalde. Mantenne lo stesso incarico anche con il successore di Duhalde Carlos Ruckauf, salvo poi essere nominato ministro della Produzione.
Nel 2002, con l'ascesa alla presidenza della Repubblica di Eduardo Duhalde, Fernández fu nominato Segretario Generale alla presidenza. L'anno seguente fu eletto deputato in occasione delle elezioni presidenziali. Rinunciò allo scranno parlamentare dopo essere stato nominato ministro dell'Interno dal presidente Néstor Kirchner.
Nel 2007, dopo la vittoria alle presidenziali di Cristina Fernández de Kirchner Fernández fu nominato ministro della Giustizia, Sicurezza e Diritti Umani. Nel corso di questo mandato furono riaperti i processi contro i responsabili di crimini compiuti durante la dittatura militare. Per raggiungere questo obbiettivo vennero abrogate la legge dell'obbedienza dovuta e la legge del punto finale. Nel 2008 il ministero presieduto da Fernández presentò un ricorso straordinario alla Corte Suprema per fermare la scarcerazione di alcuni ex-militari e chiese al Consiglio Superiore della Magistratura l'impeachment per i due giudici che avevano votato a favore della liberazione dei detenuti. Durante il suo mandato di guardasigilli egli intraprese una serie di iniziative volte a tutelare, proteggere e seguire le vittime di violenze di genere.
In seguito al rimpasto di governo seguito alle elezioni di medio termine del 2009 fu nominato capo di gabinetto succedendo al dimissionario Sergio Massa.
In occasione delle elezioni del 2011 fu candidato come capolista al senato nel della provincia di Buenos Aires per il Fronte per la Vittoria. Una volta eletto si dimise da capo di gabinetto. Si dimise da senatore nel dicembre 2014 quando fu nuovamente nominato Segretario Generale alla Presidenza dalla presidente Fernández de Kirchner. Il 26 febbraio 2015 fu proclamato per la seconda volta capo di gabinetto dopo le dimissioni di Jorge Capitanich.
Nelle elezioni del 2015 si candidò alla presidenza della provincia di Buenos Aires perdendo contro la candidata del PRO María Eugenia Vidal. Dopo quest'ultima esperienza si ritirò momentaneamente dalla politica e aprì uno studio legale nel centro di Buenos Aires.
Il 20 gennaio 2020 fu nominato dal presidente Alberto Fernández commissario dell'impresa statale Yacimiento Carbonífero Río Turbio.
In seguito alla crisi di governo scaturita per pessimi risultati conseguiti dall'alleanza di governo alle elezioni primarie del settembre 2021, Fernández è stato nominato nuovo ministro della Sicurezza andando così a rimpiazzare Sabina Frederic.

## Sport
Dal 2011 al 2016 Fernández ha ricoperto l'incarico di presidente del Quilmes Atlético Club. È presidente della Confederazione Argentina di Hockey.

## Procedimenti giudiziari e controversie
Nell'ottobre 1994, quando era sindaco di Quilmes, fu spiccato nei confronti di Fernández un mandato d'arresto per falso in atto pubblico. Secondo quando riportato dal quotidiano La Nación, egli sarebbe stato latitante per 48 ore riuscendo a fuggire dal municipio nascosto in un baule di un'automobile. Dal canto suo Fernández, assolto nel 1995 dall'accusa di falso, egli ha sempre respinto l'episodio della fuga e ha spesso querelato chi gli rinfacciasse il fatto.
Nel 2006, mentre era ministro dell'Interno Fernández dichiarò, a seguito dell'omicidio di due commercianti di Cañuelas, che l'insicurezza era una "sensazione".
Nel dicembre 2008 il Partito Operaio ha denunciato Fernández, C5N ed il giornalista Eduardo Feinmann per diffamazione chiedendo un risarcimento pari a 7 milioni di pesos. Nello specifico il giornalista veniva imputato di aver accusato un militante di suddetto partito di aver incendiato alcune carrozze di un treno nel settembre dello stesso anno.
Durante la campagna elettorale del 2015 fu accusato di essere coinvolto in un triplice omicidio avvenuto nella cittadina di General Rodríguez e di far parte di una rete di traffico di efedrina. Quattro anni più tardi il principale accusatore di Fernández ha smentito le dichiarazioni da lui stesso rilasciate.
In un'intervista rilasciata nel 2015 ha dichiarato che l'Argentina aveva un livello di povertà più basso della Germania.